# Geron nigrifacies
Geron nigrifacies är en tvåvingeart som beskrevs av Hesse 1938. Geron nigrifacies ingår i släktet Geron och familjen svävflugor. Inga underarter finns listade i Catalogue of Life.